# Gemma Humet
Gemma Humet, née le 19 novembre 1988 à Terrassa en Catalogne, est une chanteuse et pianiste catalane. Elle est la nièce du chanteur catalan Joan Baptista Humet (ca).

## Discographie
- Si canto enrere (2015)
- Encara (2017)
- Màtria (2020)